# Dove sei, mondo bello
Dove sei, mondo bello (Beautiful World, Where Are You) è un romanzo della scrittrice irlandese Sally Rooney pubblicato nel 2021.

## Trama
Il libro racconta la storia di Alice Kelleher, una scrittrice irlandese; Felix Brady, il nuovo fidanzato di Kelleher, che lavora in un magazzino; Eileen Lydon, l'amica di Kelleher, che è una redattrice 
di una rivista; e Simon Costigan, l'amico di Lydon, che lavora come assistente parlamentare.

## Accoglienza
Il romanzo è stato un bestseller del New York Times e dell'IndieBound.

## Edizioni
- Sally Rooney, Dove sei, mondo bello, Einaudi, 2022, ISBN 978-0374602604.